# Agios Georgios (Limasol)
Agios Georgios es un pueblo perteneciente al distrito de Limasol, Chipre.

## Superficie
Cuenta con una superficie de 6,042 kilómetros cuadrados.

## Demografía
Hasta 2021 la población era de 128 habitantes, con una densidad de población de 21,19 habitantes por kilómetro cuadrado.
| Gráfica de evolución demográfica de Agios Georgios entre 1976 y 2021                 |
|                                                                                      |
| Datos según Population statistics of Eastern Europe & former USSR y City Population. |